# Naționalism grec în Cipru
Naționalismul grec în Cipru, cunoscut și ca Elenism cipriot, reprezintă prezența ideologiei naționaliste grecești în Republica Cipru. Este o formă de naționalism etnic care pune un accent pe caracterul elen al ciprioților. Spre deosebire de forma ideologiei din Republica Elenă, care are drept scop central unirea Ciprului cu Grecia, naționaliștii din Cipru urmăresc asigurarea unui stat grec-cipriot care să poarte relații cât mai apropiate cu Grecia, pe care o văd ca pe o "țară-mamă".